# Negen-Drakenscherm
Een negen-drakenscherm of negen-drakenmuur is een stenen muur met daarop geglazuurde tegels met negen afbeeldingen van draken. De schermen stonden in de nabijheid van de poort bij een keizerlijk paleis in China.  Er zijn vier oorspronkelijke schermen bekend in China. De oudste bekende muur staat in de stad Datong, verder staan er twee in Peking en een in Pingyao. In Peking staat een van de schermen in de Verboden Stad, het andere in het daar vlakbij liggende keizerlijke Beihai Park.

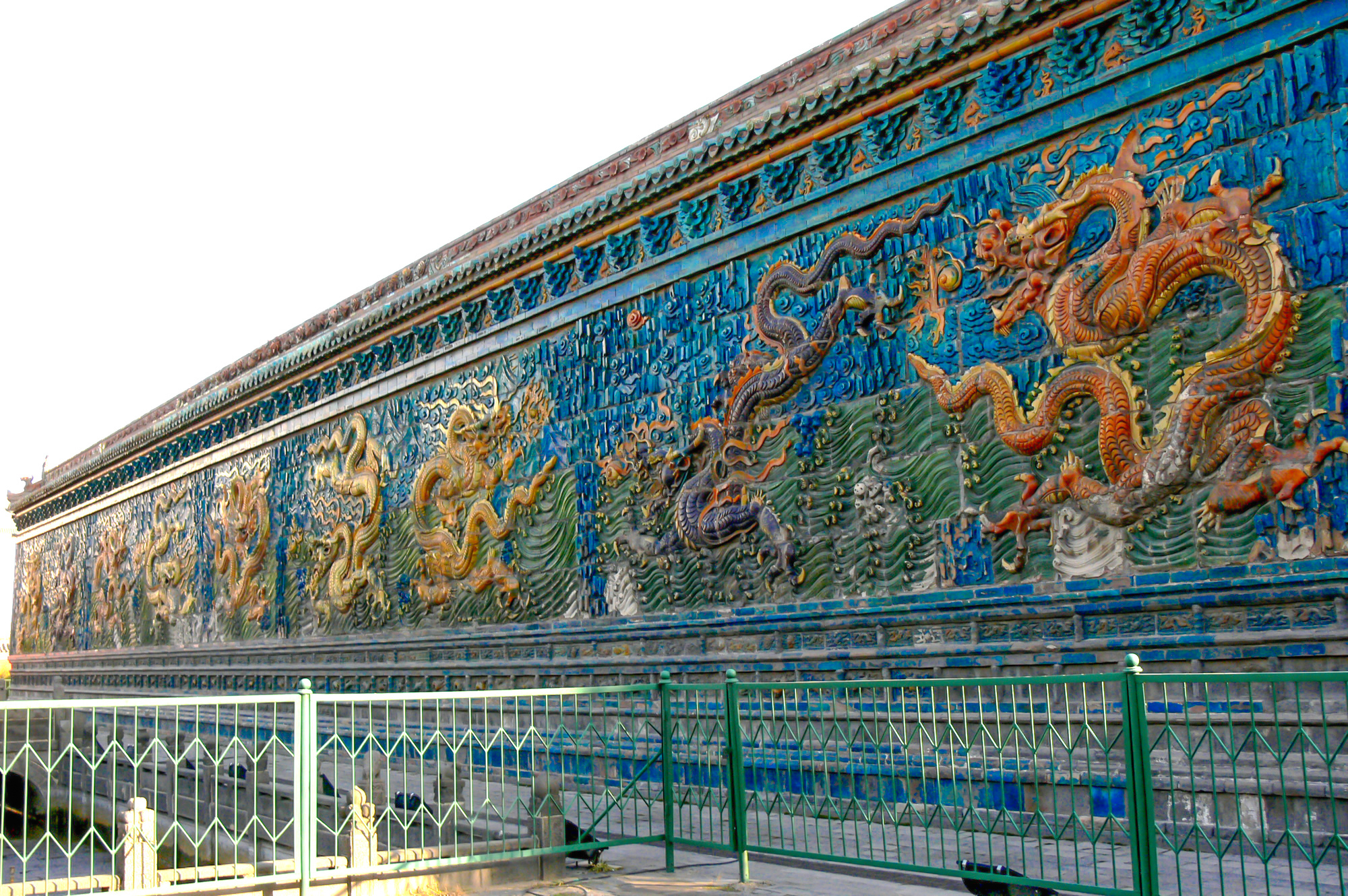
Negen-Drakenmuur in Datong

## Symboliek
Een Chinese draak wordt beschouwd als een symbool voor geluk en voorspoed. Het cijfer 9 is in China een getal dat geluk brengt.

## Buiten China
Ook buiten China zijn negen-drakenschermen gebouwd, onder andere in Hongkong, Chicago, Singapore en Mississauga. Dit zijn overwegend imitaties van de muur in Peking.